# Radiolab

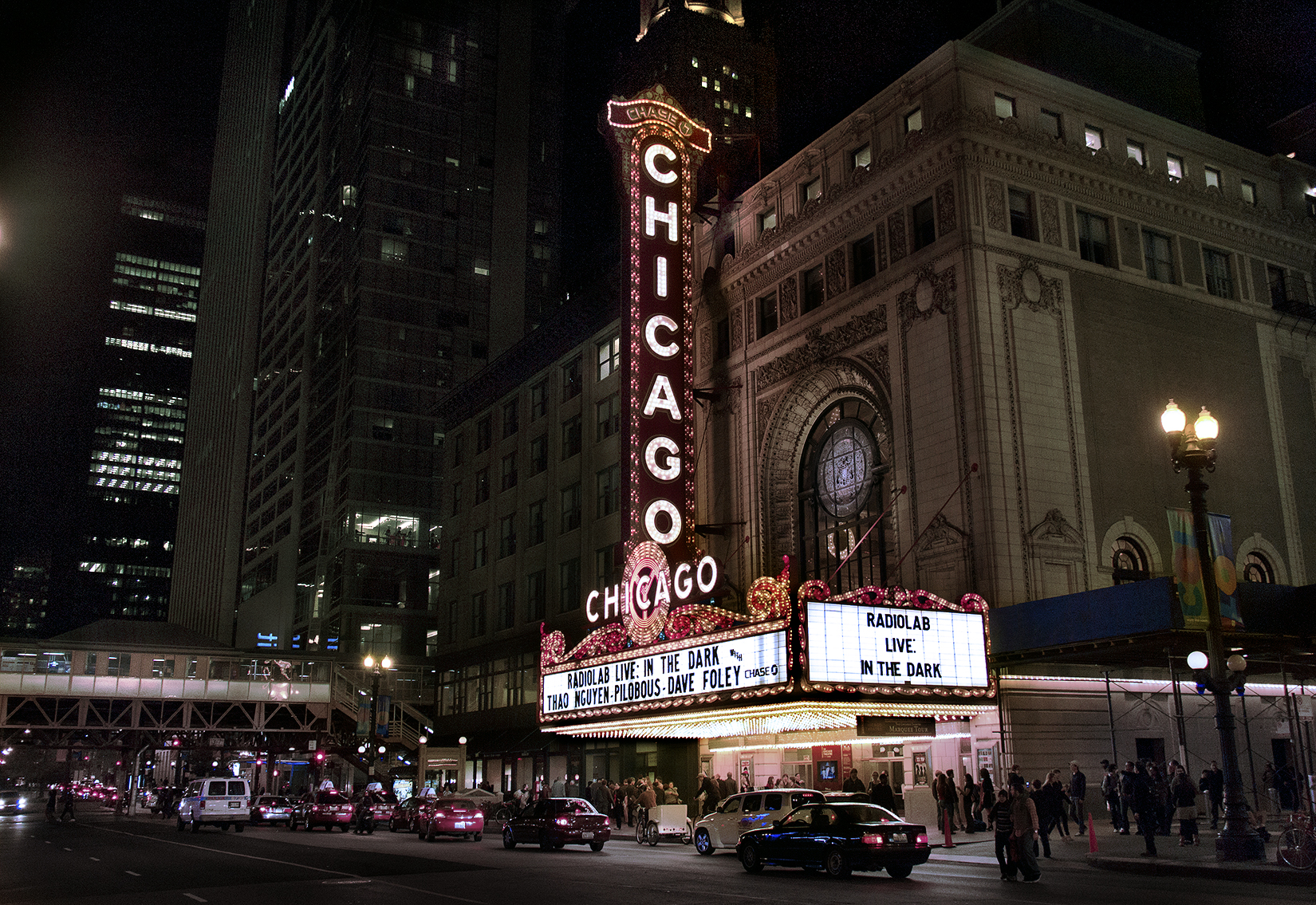
Balaban and Katz Chicago Theatre

Radiolab é um programa de rádio norte-americano produzido pela WNYC, uma emissora pública de rádio na cidade de Nova York. O programa é nacionalmente sindicalizado e está disponível em formato podcast. Seu conteúdo mistura temas filosóficos e científicos e já venceu vários prêmios, como o National Academies Communication Award e o Peabody Award.